# Соснівська сільська рада (Макарівський район)
| Соснівська сільська рада — орган місцевого самоврядування у Макарівському районі Київської області з адміністративним центром у с. Соснівка. Історична дата утворення: в 1928 році. Водоймища на території, підпорядкованій даній раді: річки Ірпінь, Сивка. Сільській раді підпорядковані населені пункти: - с. Соснівка - с. Конопельки |

## Склад ради
Рада складається з 12 депутатів та голови.

### Керівний склад ради
| ПІБ                           | Основні відомості                                                         | Дата обрання | Дата звільнення |
| ----------------------------- | ------------------------------------------------------------------------- | ------------ | --------------- |
| Корнейчик Анатолій Васильович | Сільський голова, 1963 року народження, освіта, член народної партії      | 26.03.2006   | 31.10.2010      |
| Йовенко Олена Василівна       | Сільський голова, 1974 року народження, освіта вища, член народної партії | 31.10.2010   |                 |

Примітка: таблиця складена за даними джерела